# Pont de Santa Maria
El Pont de Santa Maria és el pont que unix els barris de la Vila i de Sant Rafel a la localitat valenciana d'Ontinyent. Es troba prop del Palau de La Vila i en destaca la vista panoràmica.
Té 150 metres de longitud, 9 d'amplària i 60 metres d'altura a la part central. Té un escut del poble a la seua base.
Va ser construït durant la dècada del 1950 per la Diputació de València i inaugurat la dècada del 1960 pel seu president, que era d'Ontinyent. La seua construcció va propiciar el creixement del barri de Sant Rafael, separat fins aleshores pel barranc del Clariano del nucli urbà. El 2008 va caure i trencar-se totalment una de les faroles de pedra i ferro que l'i·luminaven. El febrer del 2013 van acabar les obres de restauració i es va recuperar la seua imatge original. Van treballar en la restauració els escultors locals Ricardo Morales fent el cos central i la base amb l'escut i Miguel Ferrero amb la part metàl·lica superior. A principis del 2016 es va renovar una altra de les faroles. El 2017 es va renovar l'enllumenat amb 21 focus, 11 de 1.000 W i 5 de 400 W, tots de bombetes d'halogen metàl·lic de color blanc, i cadascun compta amb protecció metàl·lica amb un cost de 13.000 euros, després que patissin actes vandàlics.